# Église Saint-Aubin de Saint-Aubin-du-Pavoil
L'église Saint-Aubin de Saint-Aubin du Pavoil est une ancienne église dont l'emplacement, après la suppression de Saint-Aubin-du-Pavoil, se trouve maintenant à Segré.

## Historique
Il existait à cet endroit, une paroisse au XIe siècle.
L'église construite dès 1866, et financée par les habitants du village, remplaçait un édifice devenu trop petit.
Les cloches de l'église sont bénies en 1895 par Mgr François-Désiré Mathieu, évêque d'Angers.
Mal entretenue et devenue dangereuse, elle est fermée en 2007. En 2012, le conseil municipal prend la décision de la détruire, ce qui est fait en 2013, pour un budget d'environ 600 000 euros.
La cloche Jeanne-Marie est exposée en avril-mai 2019 à l'abbaye royale de Fontevraud dans le cadre de l'exposition "La chambre des cloches" avant d'être placée dans la cathédrale Saint-Georges d'Addis-Abeba en Éthiopie.
L'église est remplacée par un édifice plus petit, posé dans le chœur de l'ancienne église. La base des murs d'origine est conservée.